# Felicia Truedsson
Felicia Truedsson (Uppsala, 5 april 2000) is een Zweeds actrice. Ze is onder andere bekend van de film Avgrunden en de televisieserie Young Royals.

## Biografie
Truedsson groeide op in Stockholm en Londen. Op elfjarige leeftijd maakte ze haar acteerdebuut in de rol van Anna-Sophia Wahlstedt in het kostuumdrama Anno 1790. Samen met haar vriend Nowell Emanuel Englund produceerde en regisseerde ze meerdere videoclips. Vanaf 2020 speelde Truedsson in meerdere televisieseries, waaronder de rol van Stephanie in Lyckoviken en Stella in de Netflix-serie Young Royals. In 2022 won Truedsson een prijs op het Internationaal filmfestival van Göteborg voor een door haar geregisseerde korte film. In 2023 had Truedsson haar eerste filmrol in de rampenfilm Avgrunden van SF Studios.

## Filmografie

### Films
| Jaar | Titel                   | Rol           | Opmerkingen |
| ---- | ----------------------- | ------------- | ----------- |
| 2011 | Welcome to Caligula     | The Child     | Korte film  |
| 2012 | Orangeriet              | Beatrice      | Korte film  |
| 2016 | Syrror                  | Wilma         | Korte film  |
| 2017 | Exotisk                 | Clara         | Korte film  |
| 2022 | In Every Room So Hushed | Vera          | Korte film  |
| 2023 | Avgrunden               | Mica Vibenius |             |
| 2024 | En del av dig           | Agnes         |             |

### Televisie
| Jaar      | Titel                  | Rol                   |
| --------- | ---------------------- | --------------------- |
| 2011      | Anno 1790              | Anna-Sophia Walhstedt |
| 2017      | Sommären med släkten   | Nellie                |
| 2017      | Kommissarien och havet | Lucy Wallin           |
| 2020-2022 | Lyckoviken             | Stephanie             |
| 2021-2022 | Young Royals           | Stella                |
| 2021      | Solsidan               | Filippa               |
| 2022      | Harmonica              | Alexandra             |